# Comună
Een Roemeense comună is een landelijke Roemeense gemeente die kan bestaan uit meerdere, kleinere dorpen. Een comună heeft gemiddeld 2500 tot 8000 inwoners.
In Roemenië zijn er 2686 comune.
| Inwonertal | Aantal comune | Totale inwonertal |
| ---------- | ------------- | ----------------- |
| < 1000     | 52            | 38.000            |
| 1000-3000  | 1054          | 2.291.000         |
| 3000-5000  | 996           | 3.850.000         |
| 5000-7000  | 398           | 2.323.000         |
| 7000-9000  | 130           | 1.016.000         |
| > 9000     | 56            | 613.000           |
| Totaal     | 2686          | 10.139.000        |